# Freda Dudley Ward
Winifred May, marquesa de Casa Maury (nacida Winifred May Birkin, pero más conocida como Freda Dudley Ward, nombre que obtuvo después de su primer matrimonio; 28 de julio de 1894-16 de marzo de 1983), fue una socialité inglesa, más conocida por haber sido una de las amantes del príncipe de Gales, que más tarde se convirtió en el rey Eduardo VIII del Reino Unido.

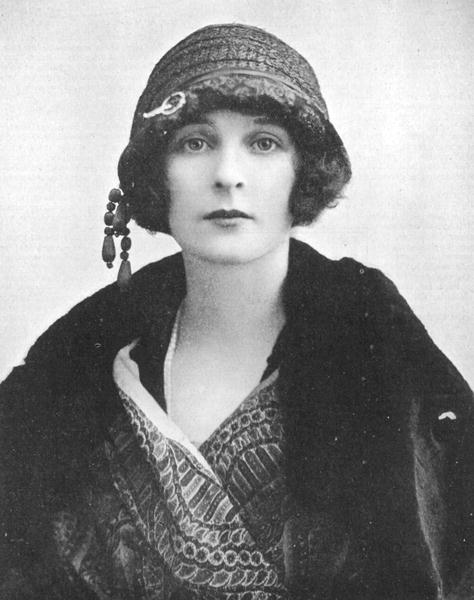
Fotografía de Freda Dudley Ward, 1919.

## Biografía
Winifred May, fue la hija mayor del coronel Charles Wilfred Birkin, magnate textil británico a quien llamaban «el rey del encaje de Nottinghamshire» (cuarto hijo de Sir Thomas Isaac Birkin, primer barón Birkin), y su esposa estadounidense, Claire Lloyd Howe. Fue la amante de Eduardo, príncipe de Gales de 1918 a 1923, después de lo cual siguió siendo su confidente hasta 1934, cuando el príncipe comenzó su relación con Wallis Simpson.
Estuvo casada en dos ocasiones, en primer lugar se casó el 9 de julio de 1913, con William Dudley Ward, que era parlamentario liberal por Southampton. Freda y William tuvieron dos hijas y se divorciaron en 1931. Aunque el apellido de su primer marido era Ward, la combinación «Dudley Ward» con el tiempo se convirtió en su apellido oficial, a través del uso consuetudinario. Su segundo marido fue Pedro José Isidro Manuel Ricardo Mones, marqués de Casa Maury, se casaron el 20 de octubre de 1937 y se divorciaron en 1954. Desde 1938, el marqués y la marquesa de Casa Maury fijaron su residencia en Maida Vale, en el noroeste de Londres.
Sus hijas fueron Penelope Rachel Ann y Claire Angela Louise. Penelope, que se dedicó a la actuación, se casó en 1939 con Anthony Pelissier, actor, director de cine y guionista, con quien tuvo una hija. En 1948 contrajo matrimonio con el director de cine Sir Carol Reed, con quien tuvo un hijo. Claire Angela se casó en 1935, con el líder de comando mayor general Sir Robert Laycock, con quien tuvo dos hijos y tres hijas.
Freda Dudley Ward fue «considerada un modelo de discreción» porque jamás hizo públicos los detalles de su relación con el entonces príncipe de Gales. Falleció en 1983 y algunos años después de su muerte salieron a la luz las más de 200 cartas que Eduardo le escribió, que fueron publicadas por Rupert Godfrey en el libro Letters from a Prince: Edward, Prince of Wales, to Mrs. Freda Dudley Ward. Las cartas fueron subastadas en 2001 por £ 34 500.